# Paweł Adamowicz
Paweł Bogdan Adamowicz (Gdańsk, 2 de novembro de 1965 — Gdańsk, 14 de janeiro de 2019) foi um político e advogado polaco. Foi prefeito de Gdańsk de 26 de outubro de 1998 até a data de seu assassinato, em 14 de janeiro de 2019.